# ノー・アラム・シャー
モハメド・ノー・アラム・シャー・ビン・カマレザマン（Mohamed Noh Alam Shah bin Kamarezaman、1980年9月3日 - ）は、シンガポールのサッカー選手。元シンガポール代表。ポジションはFW。
2007 東南アジアサッカー選手権で得点王および最優秀選手となった選手で、全盛期には東南アジアで最も優秀なフォワードの一人と考えられていた。また、東南アジアサッカー選手権の歴史の中で最も得点を取った選手でもあり、17得点の結果を残している。

## 経歴

### センバワン・レンジャーズFC
1998年にセンバワン・レンジャーズFCでプロデビューし、その後2001年にSAFFCに移籍、年内に再びセンバワン・レンジャーズFCに移籍した。

### タンピネス・ローバースFC
2003年にタンピネス・ローバースFCに移籍すると、同チームの2004年、2005年のSリーグ制覇に貢献した。
その能力の高さからイングランドのノッツ・カウンティFC、ラトビアのスコントFCのトライアルに参加したものの、労働許可や言語面での問題から両チームへの移籍とはならなかった。
2007年には遼寧広原足球倶楽部から奪ったゴールでクラブ史上初の100ゴール選手となった。当時の内訳はリーグ戦で88ゴール、カップ戦で12ゴールであった。
2007年のシンガポール・カップ決勝戦では接触した選手との間に暴力沙汰を引き起こし、12ヶ月の出場停止処分を受けた。なお、懲罰は後に7ヶ月に減刑となった。その後、2008年6月まではこの懲罰のためにマレーシアのPDRM FAにレンタル移籍した。8月29日にタンピネス・ローバースFCに復帰した後の初戦、ゴンバク・ユナイテッドFC戦に出場。9月11日には復帰後初得点をバレスティア・カルサFCから挙げている。
2009年9月11日、アレマ・インドネシアFCへ移籍する前の最終試合ではセンカン・プンゴルFC相手にハットトリックを決めた。この最終得点は25ヤードの距離からアディショナルタイムに蹴り込んだ得点であり、観客を湧かせた。

### アレマ・インドネシアFC
2009年には出場機会とステップアップを求めてインドネシアのアレマ・インドネシアFCに移籍。その理由には審判への不満もあったと云う。
2012年2月5日、給与の問題から同チームを退団。

### タンピネス・ローバースFCへ復帰
同年6月28日、6ヶ月の契約でタンピネス・ローバースFCに復帰する事が発表された。14試合5得点の活躍をしたが、契約の更新はせず、再びインドネシアへと向かった。

### PSSスレマン
2013年2月25日朝、PSSスレマンのホームスタジアムであるマグウォハルジョ・スタジアムでトレーニングをしている事が知らされた。その後、アレマ・インドネシアFC時代のチームメイトである、ブディ・スダルソノ、ワルヨ・ハルトノ、アジ・サカ、ワフユ・グナワンがいる同チームへと移籍した。
インドネシア・ファースト・ディビジョンに所属した同チームでのデビュー戦は2013年4月28日で、彼の32分と79分の得点で2-0となり、勝ち点3の獲得に大きく貢献した。しかし、シーズン中の度重なる怪我から出場機会は少なく、11試合2得点の活躍に終り、2014年10月末に放出された。

### タンピネス・ローバースFCへ再復帰
その後、タンピネス・ローバースFCに再復帰した。

## 代表歴
代表に選ばれた初年の2001年に行われた、2002 FIFAワールドカップ・アジア予選でのクウェート代表戦を引き分けに持ち込んだ。また、2006年に行われたAFCアジアカップ2007の予選で優勝したイラク代表相手に2-0の勝利を収めた。これらによってシンガポールのサッカーファンからの印象が強い選手である。
のみならず、2007 東南アジアサッカー選手権のグループステージではラオス代表相手に7得点を挙げ、11-0の快勝に大きく貢献した。この7得点の中にはオーバーヘッドも含まれており、このオーバーヘッドは旧シンガポール・ナショナルスタジアムで得点となった最後のオーバーヘッドであった。この7得点はシンガポール代表の記録的大勝であるのみならず、同国A代表における個人最多得点でもある。この後もシンガポール代表は勝ち進み、彼は最優秀選手を同選手権で獲得した。
2009年8月12日に行われた中華人民共和国代表との親善試合ではキャプテンマークを初めて巻く事となった。この試合は1-1の引き分けに終わったが（PK戦では3-4とされ敗北している）、9分に得点を挙げる活躍をした。
2010年にはAFCアジアカップ2011には2試合に出場し、グループステージのシンガポール・ナショナルスタジアムで行われ、1-3で勝利を挙げたイラン代表戦、最終戦となったキング・アブドゥッラー・スタジアムで行われ、1-2で敗北したヨルダン代表戦で出場した。
当時主将であったインドラ・サーダン・ダウドが2010年に代表を引退するとシンガポール代表の主将に就任した。しかし、2010 AFFスズキカップでの活躍が思わしくなかったため、ラドイコ・アブラモビッチ監督は代表に選出せず、主将を長く務めることは無かった。

## 騒動
2007年のシンガポール・カップ決勝戦、タンピネス・ローバースFC 対 SAFFC戦で、代表でのチームメイトであるダニエル・ベネットと諍いを起こし、退場処分となった。アラム・シャーはこの試合でボールを争っていたベネットの頭を蹴り、チームメイトに引き摺られながら離されたものの、再びベネットの所へと向かい、再び頭を蹴った。これによってベネットは意識を失い病院へと搬送された。アラム・シャーはシンガポールサッカー協会から同協会管轄下の全試合に於ける12ヶ月の出場停止及び2000シンガポール・ドルの支払いを命ぜられた。なお、試合自体も3-4でタンピネス・ローバースFCの敗北に終わっている。
当初、この処罰はSリーグ以外のクラブには適用されないものと考えられていたため、マレーシア・スーパーリーグ所属のPDRM FAにレンタル移籍した。しかし、2008年1月にマレーシアサッカー協会が国際サッカー連盟のルールに則り、各国のサッカー協会は選手の所属国内での処分を尊重すべきであるとの意見を発し、マレーシアでのプレイも懲罰期間中不可能となった。
2008年4月29日、アラム・シャーはシンガポールサッカー協会に対する減刑の要求を通す事に成功した。しかし、3試合を残していた2010 FIFAワールドカップ・アジア予選への出場は叶わなかった。
2010年5月11日に行われたプルセラ・ラモンガン戦では相手ディフェンダーのフランシスクス・サベリウス・ヤヌアル・ワフユとピッチ上で諍いを起こし退場処分となった。70分に、アラム・シャーがヤヌアルの性器を掴み強く握った。ヤヌアルは体を回してアラム・シャーをノックダウンさせ、両者ともに退場処分となった。退場中にもアラム・シャーはプルセラ・ラモンガンの選手に突きを入れ、チームメイトや支配人に諫められる顛末となった。試合自体は2-1でアレマ・インドネシアFCの勝利に終わったが、1試合の出場停止処分となった。
2011年6月には監督のミロスラヴ・ジャヌーがプトラ・サマリンダFC戦前のインタビューに答えた際に監督によって批難された。試合後には最早、ジャヌーとの共闘は不可能との感情を抑える事が出来なくなっていた。アラム・シャーはゴルフクラブを携えてジャヌーと乱闘を引き起こし、アシスタントコーチのトニー・ホが両者の仲裁に入った。チームメイトがアラム・シャーを落ち着かせ、この場は解決した。その後、残りの五試合にアラム・シャーは現れなかったが、その理由についてアラム・シャー自身は給与の未払いを理由にしており、ジャヌーはトレーニングにも一切参加しない事を理由にしている。
2015年8月10日にはブルネイDPMM FCの監督、スティーブ・キーンに顔を叩かれた事で批難された。この日のシンガポール・カップでブルネイDPMM FCとタンピネス・ローバースFCは試合をしたが、その試合後の出来事であると云う。この行動についてアラム・シャーは否定している。
2015年11月21日のハリマウ・ムダ戦では相手ゴールキーパーのイルハム・アミルラーとピッチ上で問題を引き起こした。これによってシーズン最終節にレッドカードを受けたアラム・シャーは、退場時にハリマウ・ムダのディフェンダーに襲いかかろうとしたものの、彼のチームメイトによって速やかに防がれた。

## タイトル

### クラブ
タンピネス・ローバースFC
- Sリーグ (2): 2004, 2005
- シンガポール・カップ (2): 2004, 2006

アレマ・インドネシアFC
- インドネシア・スーパーリーグ (1): 2009–10

PSSスレマン
- インドネシア・ファースト・ディビジョン (1): 2013

### 代表
シンガポール
- 東南アジアサッカー選手権 (2): 2004, 2007

### 個人
- Sリーグ最優秀選手: 2005
- 東南アジアサッカー選手権最優秀選手 (1): 2007
- 東南アジアサッカー選手権得点王 (1): 2007
- 東南アジアサッカー選手権歴代最多得点選手: 17得点
- 国際サッカー歴史統計連盟による世界得点ランキング4位 : 2007[10]

## 個人成績

### 代表
代表での得点一覧
| No | 日附           | 場所                                         | 対戦相手       | 得点 | 結果 | 大会                                |
| -- | -------------- | -------------------------------------------- | -------------- | ---- | ---- | ----------------------------------- |
| 1  | 2001年2月6日   | シンガポール・ナショナルスタジアム           | クウェート     | 1-1  | 1-1  | 2002 FIFAワールドカップ・アジア予選 |
| 2  | 2002年12月20日 | シンガポール・ナショナルスタジアム           | ラオス         | 1–0  | 2-0  | 2002 タイガーカップ                 |
| 3  | 2003年3月25日  | シンガポール                                 | パキスタン     | 0-3  | 0-3  | AFCアジアカップ2004予選             |
| 4  | 2003年10月19日 | シンガポール・ジャラン・ベサール・スタジアム | パレスチナ     | 2-0  | 2-0  | AFCアジアカップ2004予選             |
| 5  | 2004年9月4日   | シンガポール                                 | インドネシア   | 1-0  | 2-0  | 親善試合                            |
| 6  | 2004年11月27日 | シンガポール                                 | ミャンマー     | 1–0  | 1-0  | 親善試合                            |
| 7  | 2004年12月29日 | クアラルンプール・KLFAスタジアム             | ミャンマー     | 3-2  | 4-3  | 2004 タイガーカップ                 |
| 8  | 2005年1月2日   | シンガポール・ナショナルスタジアム           | ミャンマー     | 1-2  | 4-2  | 2004 タイガーカップ                 |
| 9  | 2005年1月2日   | シンガポール・ナショナルスタジアム           | ミャンマー     | 2-2  | 4-2  | 2004 タイガーカップ                 |
| 10 | 2005年1月2日   | シンガポール・ナショナルスタジアム           | ミャンマー     | 3–2  | 4-2  | 2004 タイガーカップ                 |
| 11 | 2005年6月4日   | シンガポール                                 | マレーシア     | 1-0  | 2-0  | 親善試合                            |
| 12 | 2005年6月4日   | シンガポール                                 | マレーシア     | 2-0  | 2-0  | 親善試合                            |
| 13 | 2005年6月8日   | ペナン                                       | マレーシア     | 0-1  | 1-2  | 親善試合                            |
| 14 | 2006年2月15日  | 香港                                         | 香港           | 1-1  | 1-1  | 親善試合                            |
| 15 | 2006年2月22日  | シンガポール                                 | イラク         | 2–0  | 2-0  | AFCアジアカップ2007予選             |
| 16 | 2006年8月12日  | 香港                                         | 香港           | 0-1  | 1-2  | 親善試合                            |
| 17 | 2007年1月15日  | シンガポール・ナショナルスタジアム           | ラオス         | 2–0  | 11-0 | 2007 東南アジアサッカー選手権       |
| 18 | 2007年1月15日  | シンガポール・ナショナルスタジアム           | ラオス         | 3–0  | 11-0 | 2007 東南アジアサッカー選手権       |
| 19 | 2007年1月15日  | シンガポール・ナショナルスタジアム           | ラオス         | 5–0  | 11-0 | 2007 東南アジアサッカー選手権       |
| 20 | 2007年1月15日  | シンガポール・ナショナルスタジアム           | ラオス         | 7–0  | 11-0 | 2007 東南アジアサッカー選手権       |
| 21 | 2007年1月15日  | シンガポール・ナショナルスタジアム           | ラオス         | 9–0  | 11-0 | 2007 東南アジアサッカー選手権       |
| 22 | 2007年1月15日  | シンガポール・ナショナルスタジアム           | ラオス         | 10–0 | 11-0 | 2007 東南アジアサッカー選手権       |
| 23 | 2007年1月15日  | シンガポール・ナショナルスタジアム           | ラオス         | 11–0 | 11-0 | 2007 東南アジアサッカー選手権       |
| 24 | 2007年1月17日  | シンガポール・ナショナルスタジアム           | インドネシア   | 1-0  | 2-2  | 2007 東南アジアサッカー選手権       |
| 25 | 2007年1月23日  | クアラルンプール・シャー・アラム・スタジアム | マレーシア     | 1–1  | 1-1  | 2007 東南アジアサッカー選手権       |
| 26 | 2007年1月31日  | シンガポール・ナショナルスタジアム           | タイ           | 1-0  | 2-1  | 2007 東南アジアサッカー選手権       |
| 27 | 2007年10月8日  | ドーハ・アフメド・ビン＝アリー・スタジアム   | パレスチナ     | 0-4  | 0-4  | 2010 FIFAワールドカップ・アジア予選 |
| 28 | 2007年11月18日 | ドゥシャンベ・パミール・スタジアム           | タジキスタン   | 1-1  | 1-1  | 2010 FIFAワールドカップ・アジア予選 |
| 29 | 2008年12月5日  | ジャカルタ・ゲロラ・ブン・カルノ・スタジアム | カンボジア     | 5–0  | 5-0  | 2008 AFFスズキカップ                |
| 30 | 2008年12月7日  | ジャカルタ・ゲロラ・ブン・カルノ・スタジアム | ミャンマー     | 1-0  | 3-1  | 2008 AFFスズキカップ                |
| 31 | 2009年1月28日  | シンガポール・ナショナルスタジアム           | ヨルダン       | 2–1  | 2-1  | AFCアジアカップ2011予選             |
| 32 | 2009年8月12日  | シンガポール                                 | 中華人民共和国 | 1-1  | 1-1  | 親善試合                            |
| 33 | 2009年11月3日  | シンガポール                                 | インドネシア   | 2-1  | 3-1  | 親善試合                            |
| 34 | 2010年1月6日   | シンガポール・ナショナルスタジアム           | イラン         | 1–2  | 1-3  | AFCアジアカップ2011予選             |
| 35 | 2010年3月3日   | アンマン・キング・アブドゥッラー・スタジアム | ヨルダン       | 1–1  | 2-1  | AFCアジアカップ2011予選             |
| 36 | 2010年11月26日 | ジュロン                                     | ラオス         |      | 4-0  | 親善試合                            |